# والتر فرانز
والتر فرانز (بالإنجليزية: Walter Franz)‏ هو سياسي أمريكي، ولد في 30 يناير 1907 في ماونتن ليك في الولايات المتحدة، وتوفي بنفس المكان في 17 يناير 1985. حزبياً، نشط في الحزب الجمهوري لمينيسوتا ‏ والحزب الجمهوري. وقد انتخب عضو مجلس ولاية مينيسوتا.